# Karwiany
Karwiany – wieś w Polsce położona w województwie dolnośląskim, w powiecie wrocławskim, w gminie Żórawina.
W latach 1975–1998 miejscowość administracyjnie należała do województwa wrocławskiego.
W 1936 roku hitlerowskie władze zmieniły nazwę wsi na Karben